# Великий государственный хурал
Великий государственный хурал (монг. Улсын Их Хурал), ранее Великий народный хурал, — высший законодательный орган (парламент) Монголии. В настоящее время состоит из 126 депутатов. Спикер (с 2 июля 2024 г.) — Дашзэгвийн Амарбаясгалан.

## Задачи
Великий государственный хурал во взаимодействии с правительством создаёт законы и принимает решения об вступлении их в силу. Политические партии, представленные в парламенте, выдвигают кандидатуры для прямых президентских выборов. Хурал утверждает кандидатуру премьер-министра (предлагаемую президентом) и других министров. Великий государственный хурал вправе преодолеть вето президента на законопроект, для чего требуется 2/3 голосов. Такое же количество голосов требуется для изменения конституции.

## Выборы в хурал
Каждый из 126 членов парламента представляет свой избирательный округ и выбирается простым большинством на срок четыре года. Выборы признаются состоявшимися только при 50 % явке избирателей. Монгольские граждане могут голосовать с 18-летнего возраста при условии проживания на территории Монголии. Баллотироваться могут граждане старше 25 лет.
Выборы 29 июня 2008 года привели к обвинениям власти в фальсификации результатов и вызвали массовые беспорядки в Улан-Баторе.
В ходе парламентских выборов 29 июня 2016 года победу одержала оппозиционная Монгольская народная партия, получившая в новом составе парламента 65 мест из 76.

## Спикеры
| N  | ФИО                          | период       |
| -- | ---------------------------- | ------------ |
| 1  | Раднаасумбэрэлийн Гончигдорж | 1990 - 1992  |
| 2  | Нацагийн Багабанди           | 1992 — 1996  |
| 3  | Раднаасумбэрэлийн Гончигдорж | 1996 — 2000  |
| 4  | Лхамсүрэнгийн Энэбиш         | 2000 — 2001  |
| 5  | Санжбэгзийн Төмөр-Очир       | 2001 — 2004  |
| 6  | Намбарын Энхбаяр             | 2004 — 2005  |
| 7  | Цэндийн Нямдорж              | 2005 — 2007  |
| 8  | Данзангийн Лүндээжанцан      | 2007 — 2008  |
| 9  | Дамдины Дэмбэрэл             | 2008 — 2012  |
| 10 | Зандаахүүгийн Энхболд        | 2012 — 2016  |
| 11 | Миеэгомбын Энхболд           | 2016 — 2019  |
| 12 | Гомбожавын Занданшатар       | 2019 — 2024  |
| 12 | Дашзэгвийн Амарбаясгалан     | 2024 — н. в. |

## Созывы
- 1 созыв 1992-1996
- 2 созыв 1996-2000
- 3 созыв 2000-2004
- 4 созыв 2004-2008
- 5 созыв 2008-2012
- 6 созыв 2012-2016
- 7 созыв 2016-2020
- 8 созыв 2020-2024[2]
- 9 созыв 2024-2028